# Grièges
Grièges település Franciaországban, Ain megyében. Lakosainak száma 1909 fő (2022. január 1.). Grièges Cormoranche-sur-Saône, Crottet, Cruzilles-lès-Mépillat, Laiz, Pont-de-Veyle, Saint-Laurent-sur-Saône, Mâcon és Varennes-lès-Mâcon községekkel határos.

## Népesség
A település népességének változása:
| Lakosok száma | 1108 | 1423 | 1606 | 1713 | 1925 | 1891 | 1876 | 1881 | 1884 | 1909 |
|               | 1968 | 1982 | 1990 | 2006 | 2013 | 2015 | 2017 | 2019 | 2020 | 2022 |